# Wapen van West Betuwe

Het wapen van West Betuwe is het gemeentewapen van de Nederlandse gemeente West Betuwe. De gemeente West Betuwe bestaat sinds 1 januari 2019 na de fusie van de gemeenten Geldermalsen, Neerijnen en Lingewaal. Het wapen werd op 21 februari 2019 per koninklijk besluit toegekend aan de gemeente. In het wapen komen elementen uit wapens van voorgaande gemeentes terug.

## Geschiedenis
In februari 2018 werd door de gemeente een verzoek ingediend, aan de Hoge Raad van Adel, voor een ontwerp. Meegezonden werd een boekwerkje met daarin de geschiedenis van de drie voorgaande gemeentewapens en de geschiedenis van de dorps- en stadswapens binnen de nieuw gevormde gemeente. In april werd door de Hoge Raad een ontwerp ingezonden. Dit ontwerp werd aan lokale historische verenigingen voorgelegd, die met enkele suggesties kwamen voor aanpassingen. Eind november zond de Hoge Raad een aangepast ontwerp, met daarin verwerkt de overgenomen suggesties. Het ontwerp kreeg de goedkeuring van de gemeenteraad, die daarna formeel toestemming van de koning aanvroeg. Op 21 februari 2019 werd het koninklijk besluit genomen. Het wapendiploma wordt op 1 oktober 2019 aan de gemeente overhandigd door leden van de Hoge Raad van Adel.

## Beschrijving
De officiële beschrijving van het wapen luidt:
"Gedeeld: I doorsneden; 1 in keel negentien bezanten van goud, geplaatst vier, vijf, vier, drie, twee en één (Geldermalsen); 2 in zilver twee beurtelings gekanteelde dwarsbalken van keel (Lingewaal – Arkel), II in keel drie palen van paalvair en een schildhoofd van goud (Geldermalsen en Neerijnen – Chatillon) beladen met een poort van sabel, geopend en verlicht van het veld. Het schild gedekt met een gouden kroon van drie bladeren en twee parels en gehouden door twee leeuwen van goud, getongd en genageld van keel." 
De kroon op het wapen is een gravenkroon. De schildhouders zijn overgenomen van het wapen van Lingewaal.

## Verwante wapens

Wapen van Geldermalsen
Wapen van Neerijnen
Wapen van Lingewaal